# Papillacarus ondriasi
Papillacarus ondriasi är en kvalsterart som beskrevs av Sandór Mahunka 1974. Papillacarus ondriasi ingår i släktet Papillacarus och familjen Lohmanniidae. Inga underarter finns listade i Catalogue of Life.